# Seznam zámků v Jihočeském kraji
Seznam zámků v Jihočeském kraji. Jedná se o seznam dosud stojících zámků v Jihočeském kraji:
| Objekt                   | Okres             | Sloh           | Památková ochrana                                         | Fotka |
| ------------------------ | ----------------- | -------------- | --------------------------------------------------------- | ----- |
| Bavorov                  | Strakonice        | baroko         | 37979/3-3989                                              |       |
| Bechyně                  | Tábor             | renesance      | 20995/3-4676                                              |       |
| Blatná                   | Strakonice        | novogotika     | 34503/3-4015                                              |       |
| Bohumilice               | Prachatice        |                |                                                           |       |
| Borčice                  | Prachatice        |                |                                                           |       |
| Borovany                 | České Budějovice  | baroko         | 34856/3-23                                                |       |
| Brandlín                 | Tábor             | baroko         |                                                           |       |
| Bratronice               | Strakonice        | renesance      | 15367/3-4044                                              |       |
| Brloh                    | Písek             | renesance      | 16526/3-2469                                              |       |
| Budeč                    | Jindřichův Hradec | baroko         | 29430/3-1772                                              |       |
| Budislav                 | Tábor             | baroko         |                                                           |       |
| Budíškovice              | Jindřichův Hradec | baroko         | 29143/3-1775                                              |       |
| Bzí                      | České Budějovice  | baroko         | 19580/3-452                                               |       |
| Cerhonice                | Písek             |                | 32970/3-2473                                              |       |
| Čekanice                 | Strakonice        | klasicismus    | 10042/3-4061                                              |       |
| Černá v Pošumaví         | Český Krumlov     |                |                                                           |       |
| Černětice                | Strakonice        |                | 45282/3-4064                                              |       |
| Černice                  | Tábor             | baroko         | 42071/3-5069                                              |       |
| Červená Lhota            | Jindřichův Hradec | novorenesance  | 40155/3-1957                                              |       |
| Červený Dvůr             | Český Krumlov     | baroko         | 37191/3-1329                                              |       |
| Červený Újezdec          | Písek             | renesance      | 24413/3-2807                                              |       |
| Česká Olešná             | Jindřichův Hradec | empír          | 13797/3-1793                                              |       |
| Český Krumlov            | Český Krumlov     | baroko         | 11758/3-874                                               |       |
| Český Rudolec            | Jindřichův Hradec | novogotika     | 30500/3-1795                                              |       |
| Čestice                  | Strakonice        | baroko         | 24836/3-4071                                              |       |
| Čimelice                 | Písek             |                | 19489/3-2476                                              |       |
| Čížová                   | Písek             |                | 24084/3-2493                                              |       |
| Čkyně                    | Prachatice        | novogotika     | 27207/3-3536                                              |       |
| Dačice (nový zámek)      | Jindřichův Hradec | empír          | 46807/3-1815 Archivováno 27. 12. 2013 na Wayback Machine. |       |
| Dačice (starý zámek)     | Jindřichův Hradec | renesance      | 35327/3-1821                                              |       |
| Dírná                    | Tábor             | baroko         | 23148/3-4765                                              |       |
| Dobrá Voda               | České Budějovice  |                |                                                           |       |
| Dobrohoř                 | Jindřichův Hradec | klasicismus    | 13877/3-2221                                              |       |
| Dobrš                    | Strakonice        | baroko         | 15543/3-4086                                              |       |
| Dolní Hrachovice         | Tábor             |                |                                                           |       |
| Dolní Nerestce           | Písek             |                | 14770/3-2659                                              |       |
| Doubravice               | České Budějovice  | baroko         | 20312/3-274                                               |       |
| Drahonice                | Strakonice        |                | 18437/3-4100                                              |       |
| Dražíč                   | České Budějovice  | baroko         | 26605/3-2503                                              |       |
| Dražičky                 | Tábor             |                |                                                           |       |
| Drhovle                  | Písek             | baroko         | 41455/3-2506                                              |       |
| Dřešínek                 | Strakonice        | baroko         |                                                           |       |
| Dříteň                   | České Budějovice  |                | 38407/3-89                                                |       |
| Dub (okres Prachatice)   | Prachatice        | novogotika     | 24387/3-3547                                              |       |
| Dub (okres Tábor)        | Tábor             |                |                                                           |       |
| Elbančice                | Tábor             | baroko         | 50456/3-6188                                              |       |
| Grejnarov                | Prachatice        |                |                                                           |       |
| Hluboká nad Vltavou      | České Budějovice  | novogotika     | 39530/3-102                                               |       |
| Hněvkovice               | České Budějovice  | baroko         | 37616/3-492                                               |       |
| Horosedly                | Písek             | baroko         | 47162/3-5783                                              |       |
| Hoštice u Volyně         | Strakonice        |                | 34647/3-4123                                              |       |
| Hroby                    | Tábor             | baroko         | 18429/3-4828                                              |       |
| Chlum u Třeboně          | Jindřichův Hradec | novobaroko     | 46875/3-1934                                              |       |
| Chotoviny                | Tábor             | novorenesance  | 21635/3-4833                                              |       |
| Choustník                | Tábor             | renesance      | 101071                                                    |       |
| Chřešťovice              | Písek             | baroko         | 16719/3-2519                                              |       |
| Chýnov                   | Tábor             | baroko         | 36060/3-4843                                              |       |
| Jemčina                  | Jindřichův Hradec |                | 17644/3-1903                                              |       |
| Jenišovice               | Písek             | renesance      | 15813/3-2662                                              |       |
| Jindřichův Hradec        | Jindřichův Hradec | baroko         | 35945/3-1540                                              |       |
| Jistebnice (nový zámek)  | Tábor             | novogotika     | 15009/3-4860                                              |       |
| Jistebnice (starý zámek) | Tábor             | baroko         | 67953/3-4863                                              |       |
| Južov                    | Strakonice        |                |                                                           |       |
| Kamenná Lhota            | Tábor             |                | 33937/3-4745                                              |       |
| Kardašova Řečice         | Jindřichův Hradec |                | 33182/3-1964                                              |       |
| Karlov                   | Písek             | baroko         | 33846/3-2751                                              |       |
| Kestřany                 | Písek             | baroko         | 34860/3-2544                                              |       |
| Koloděje nad Lužnicí     | České Budějovice  | baroko         | 16736/3-197                                               |       |
| Komařice                 | České Budějovice  | renesance      | 16682/3-204                                               |       |
| Kostelní Vydří           | Jindřichův Hradec | baroko         | 31436/3-1976                                              |       |
| Kratochvíle              | Prachatice        | renesance      | 42162/3-3707                                              |       |
| Lažany                   | Strakonice        | baroko         | 21988/3-4197                                              |       |
| Lčovice                  | Prachatice        | baroko         | 46269/3-3625                                              |       |
| Lenora                   | Prachatice        | empír          | 39231/3-3633                                              |       |
| Libějovice (nový zámek)  | Strakonice        | empír          | 19923/3-4198                                              |       |
| Libějovice (starý zámek) | Strakonice        | renesance      | 20189/3-4199                                              |       |
| Lnáře (starý)            | Strakonice        | renesance      |                                                           |       |
| Lnáře (nový)             | Strakonice        | baroko         | 29087/3-4209                                              |       |
| Lomec                    | Strakonice        | baroko         | 47374/3-4271                                              |       |
| Lustenek                 | České Budějovice  | renesance      | 35799/3-400                                               |       |
| Lžín                     | Tábor             | novorenesance  |                                                           |       |
| Maříž                    | Jindřichův Hradec | novogotika     | 25515/3-2025                                              |       |
| Měšice                   | Tábor             | baroko         | 35777/3-4906                                              |       |
| Mladá Vožice             | Tábor             | baroko         | 32425/3-4910                                              |       |
| Myslkovice               | Tábor             | baroko         | 105778                                                    |       |
| Nadějkov                 | Tábor             | baroko         | 35378/3-2651                                              |       |
| Němčice                  | Strakonice        | baroko         | 32460/3-4266                                              |       |
| Nemyšl                   | Tábor             | empír          | 24226/3-4932                                              |       |
| Neznašov                 | České Budějovice  | empír          | 44643/3-555                                               |       |
| Nihošovice               | Strakonice        | baroko         | 37328/3-4274                                              |       |
| Nová Bystřice            | Jindřichův Hradec | renesance      | 45189/3-2041                                              |       |
| Nová Huť                 | Jindřichův Hradec |                |                                                           |       |
| Nová Včelnice            | Jindřichův Hradec | empír          | 30620/3-2061                                              |       |
| Nové Hrady               | České Budějovice  | klasicismus    | 46602/3-286                                               |       |
| Oblajovice               | Tábor             |                |                                                           |       |
| Ohrada                   | České Budějovice  | baroko         | 21147/3-103                                               |       |
| Olešnice                 | České Budějovice  | renesance      | 30051/3-329                                               |       |
| Olšany                   | Jindřichův Hradec |                | 104581                                                    |       |
| Oltyně                   | Tábor             | novorenesance  |                                                           |       |
| Omlenička                | Český Krumlov     | baroko         | 15188/3-1363                                              |       |
| Opařany                  | Tábor             | baroko         | 31869/3-4945                                              |       |
| Orlík                    | Písek             | novogotika     | 18885/3-2763                                              |       |
| Osek                     | Strakonice        | novobaroko     | 33682/3-4292                                              |       |
| Ostrolovský Újezd        | České Budějovice  | baroko         | 26818/3-520                                               |       |
| Palupín                  | Jindřichův Hradec | baroko         | 26366/3-2075                                              |       |
| Písečné                  | Jindřichův Hradec | renesance      | 17481/3-2085                                              |       |
| Pluhův Žďár              | Jindřichův Hradec |                | 42119/3-2095                                              |       |
| Popelín                  | Jindřichův Hradec | novogotika     |                                                           |       |
| Poříčí                   | České Budějovice  |                | 36124/3-5628                                              |       |
| Protivín                 | Písek             | klasicismus    | 19009/3-2689                                              |       |
| Přečín                   | Prachatice        | klasicismus    | 22584/3-3732                                              |       |
| Ratibořské Hory          | Tábor             |                | 21325/3-5000                                              |       |
| Rábín                    | Prachatice        | renesance      |                                                           |       |
| Radenín                  | Tábor             | empír          | 29319/3-4974                                              |       |
| Radvanov                 | Tábor             | baroko         | 15475/3-4988                                              |       |
| Rakovice                 | Písek             | baroko         |                                                           |       |
| Rudolfov                 | České Budějovice  | renesance      | 26840/3-399                                               |       |
| Římov                    | České Budějovice  | baroko         | 19858/3-410                                               |       |
| Sedlice                  | Strakonice        | renesance      | 23223/3-4356                                              |       |
| Skalice                  | Prachatice        |                | 34652/3-3518                                              |       |
| Stádlec                  | Tábor             |                | 24257/3-5055                                              |       |
| Staré Hobzí              | Jindřichův Hradec | baroko         | 21744/3-2200                                              |       |
| Strakonice               | Strakonice        | baroko         | 35221/3-3945                                              |       |
| Stráž nad Nežárkou       | Jindřichův Hradec | baroko         | 29557/3-2226                                              |       |
| Strážovice               | Písek             | baroko         | 37596/3-2766                                              |       |
| Strkov                   | Tábor             |                |                                                           |       |
| Střela                   | Strakonice        | baroko         | 21288/3-3987                                              |       |
| Střelské Hoštice         | Strakonice        | baroko         | 28247/3-4382                                              |       |
| Studená                  | Jindřichův Hradec | klasicismus    | 28122/3-2251                                              |       |
| Svatý Tomáš              | Český Krumlov     | švýcarský      | 44141/3-6031                                              |       |
| Škvořetice               | Strakonice        | novorenesance  |                                                           |       |
| Štěchovice               | Strakonice        | baroko         |                                                           |       |
| Štěkeň                   | Strakonice        |                | 18379/3-4402                                              |       |
| Tažovice                 | Strakonice        | empír          | 46263/3-4411                                              |       |
| Terezín                  | Jindřichův Hradec | empír          | 39180/3-1742                                              |       |
| Třeboň                   | Jindřichův Hradec | renesance      | 40585/3-2269                                              |       |
| Tučapy                   | Tábor             |                |                                                           |       |
| Týn nad Vltavou          | České Budějovice  | baroko         | 40112/3-493                                               |       |
| Tyrolský dům             | Písek             | tyrolský       | 34909/3-2590                                              |       |
| Varvažov                 | Písek             | baroko         | 31259/3-2790                                              |       |
| Veselíčko                | Písek             |                |                                                           |       |
| Vimperk                  | Prachatice        | novorenesanční | 17973/3-3811                                              |       |
| Vlachovo Březí           | Prachatice        | baroko         | 18993/3-3857                                              |       |
| Vodice                   | Tábor             | pseudogotika   | 19927/3-5118                                              |       |
| Vojnice                  | Strakonice        |                | 19845/3-4464                                              |       |
| Vráž                     | Písek             | novogotika     | 40404/3-2811                                              |       |
| Vysoký hrádek            | České Budějovice  | renesance      |                                                           |       |
| Vyšetice                 | Tábor             |                | 35126/3-5120                                              |       |
| Zálší                    | Tábor             | baroko         | 14137/3-5126                                              |       |
| Zátoň                    | Prachatice        |                |                                                           |       |
| Zběšičky                 | Písek             |                |                                                           |       |
| Zdíkov                   | Prachatice        | novogotika     | 15100/3-3926                                              |       |